# ЭД1
ЭД1 (Электропоезд Демиховский, 1-й тип) — серия российских пригородных поездов  электровозной тяги переменного тока категории «тяни-толкай», разработанных и строившихся на ОАО «Демиховский машиностроительный завод» (ДМЗ) при активном участии ОАО «Всероссийский научно-исследовательский и проектно-конструкторский институт электровозостроения» (ВЭлНИИ). Поезд ЭД1 состоит из 10 прицепных промежуточных вагонов (Пп) модели 62-322 (спроектированы на базе прицепных вагонов электропоезда ЭД9Т), два из которых оборудованы туалетами, а по обоим концам состава в качестве головных расположены секции электровоза (Э) типа ВЛ80С. Официально классифицируется как электропоезд, но при этом фактически электропоездом не является, поскольку в качестве тяговых единиц используются не унифицированные с поездом моторные вагоны, а секции полноценного доработанного электровоза.

## История создания
Поезда локомотивной тяги типа «тяни-толкай» (англ. push-pull) не применялись в СССР, но были довольно хорошо известны в западной и центральной Европе и в Северной Америке, где многие пригородные составы формируются из головного и нескольких промежуточных прицепных вагонов и обычного серийного локомотива, используемого в том числе при вождении обычных прицепных составов, либо реже — двух серийных локомотивов по концам состава и прицепных вагонов между ними. Также схожую схему компоновки имеют многие высокоскоростные электро- и дизель-поезда локомотивной тяги, например, немецкие электропоезда ICE 1 и ICE 2 или французские TGV, хотя тяговые электровозные единицы в их составе классифицируются как моторные вагоны локомотивного типа, или тяговые головы, поскольку конструктивно унифицированы с вагонами и не эксплуатируются по отдельности от них.
В 1990-х годах после распада СССР на ряде железных дорог России, Белоруссии и Украины выявился недостаток моторвагонных электро- и дизель-поездов при избытке магистральных грузовых электровозов и тепловозов, оставшихся без работы вследствие снижения грузоперевозок на фоне экономического кризиса. Поэтому в качестве временного решения было решено сформировать поезда типа «тяни-толкай» из вагонов расформированных моторвагонных поездов и секций двухсекционных тепловозов и электровозов, проведя их дооснащение для возможности электроснабжения и управления системами вагонов и связи с пассажирами. На постсоветском пространстве из-за отсутствия чёткой терминологии и практики эксплуатации таких составов эти реверсивные поезда локомотивной тяги стали классифицироваться как электропоезда и дизель-поезда, хотя фактически не являлись таковыми, поскольку не имели в своём составе унифицированных с поездом моторных вагонов, а в качестве тяговых единиц в них использовались обычные дооснащённые локомотивы, пригодные для расцепления и эксплуатации с обычными поездами.
Например, в 1990-е годы на Южно-Уральской железной дороге (ЮУЖД) был выявлен недостаток исправных электропоездов при избыточном количестве электровозов серии ВЛ10 и вагонов от расформированных электропоездов. Для обеспечения дороги новыми составами для пригородного движения было решено сформировать поезда электровозной тяги типа «тяни-толкай», используя имеющиеся прицепные промежуточные вагоны поездов серий ЭР1 и ЭР2, а также доработанные секции имеющихся в запасе электровозов ВЛ10, вцепляемых в состав вместо головных вагонов. В 1998 году таким образом был сформирован «электропоезд» постоянного тока «Урал-1».
Демиховский машиностроительный завод в 1998 году начал производство сходных поездов тепловозной тяги ДДБ1 для Белорусской железной дороги с использованием секций тепловозов 2М62 и 2М62У. Несколько позже, в порядке эксперимента, в 1999 году на ДМЗ были построены 10 прицепных вагонов для будущего поезда типа «тяни-толкай» с электровозами переменного тока; специальное электрооборудование для работы вагонов с электровозами поставил Новочеркасский электровозостроительный завод (НЭВЗ). Также на НЭВЗ был отправлен грузовой электровоз ВЛ80С−496, которому требовались доработки для возможности работы с прицепными вагонами. В частности, это оборудование электропневматическими тормозами пассажирского типа, изменение электрических схем для возможности питания и управления цепями освещения, отопления и открывания дверей прицепных вагонов. Поезд, формируемый из двух секций ВЛ80С и прицепных вагонов унифицированных с электропоездами ДМЗ получил обозначение серии ЭД1.

## Выпуск
В ноябре 1999 года был сформирован первый поезд, который получил обозначение ЭД1-0001 (позже первый ноль в номере убрали), а после он был отправлен для прохождения комплексных испытаний. В период с января по март 2000 года он проходил приёмочные испытания на кольце ВНИИЖТа, а в апреле того же года был отправлен в депо Хабаровск-2 (ТЧ-2) Дальневосточной железной дороги (ДВЖД).

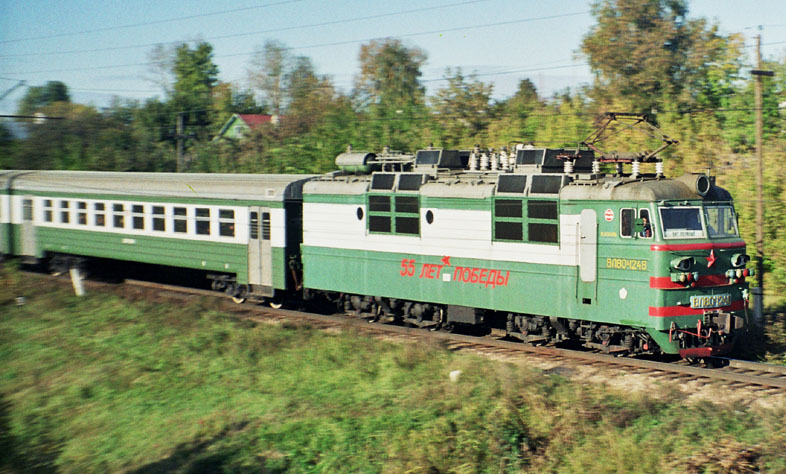
Поезд из электровоза ВЛ80^{С}−1248 с пассажирскими вагонами ЭД9Т-3001П-3010П (аналог ЭД1). Лето 2000 г.

В период с августа по декабрь 1999 года Демиховский завод выпустил три десятивагонных состава из прицепных промежуточных вагонов ЭД9Т для формирования поездов локомотивной тяги типа «тяни-толкай». В отличие от предшественников, вагоны этих составов были окрашены в зелёно-белую цветовую схему вместо синей. Вагоны получили обозначение ЭД9Т и номера от 3001 до 3030 с припиской буквы П (пример — ЭД9Т-3001П); сформированные затем из них челночные поезда с секциями электровозов обозначений как таковых не получили. Все три поезда при поставке с завода не имели электровозов и окончательно формировались уже в депо при поступлении на Горьковскую железную дорогу (ГЖД). Далее по тексту статьи эти поезда, как и их вагоны, условно обозначены как ЭД9Т-30XXП. Первая (вагоны 3001П — 3010П) и третья (вагоны 3021П — 3030П) партии были использованы для формирования поездов локомотивной тяги с двумя секциями электровозов ВЛ80С по концам: ВЛ80С−1248 для первого и ВЛ80С-2381 для третьего. На базе второй партии, вопреки первоначальным планам, поезда «тяни-толкай» с секциями ВЛ80С так и не было сформировано.
В дальнейшем завод выпустил ещё три состава для ДВЖД, обозначенные как ЭД1 и окрашенные в синий цвет.  В частности, в апреле и мае 2000 года были поставлены ЭД1-002 и ЭД1-003, а в марте 2001 года — ЭД1-004. Все они, как и ЭД1-001, состояли из 10 прицепных вагонов с двумя секциями электровозов по концам. При формировании ЭД1-002 был использован электровоз ВЛ80С−494, ЭД1-003 — ВЛ80С−262, ЭД1-004 — ВЛ80С−311. Всего планировалось построить восемь таких «электропоездов», не считая трёх составов для ГЖД, однако в общей сложности было изготовлено четыре.

## Общие сведения

### Назначение
Поезд электровозной тяги типа «тяни-толкай» ЭД1 создан для пассажирских перевозок пригородной категории на участках с гибким пассажиропотоком. Имеет исполнение «У» категории 1 по ГОСТ 15150, предназначен для эксплуатации в макроклиматических районах с умеренным климатом категорий от II4 до II10 по ГОСТ 16350, при температуре от минус 50°С до плюс 40°С. В отличие от моторвагонных электропоездов, электровозные секции такого поезда можно ремонтировать в обычном локомотивном депо и появляется возможность избежать простоя пассажирского состава за счёт замены ремонтируемого другим аналогичным электровозом, а также отсрочить, либо вовсе избежать постройки отдельного моторвагонного депо.

### Составность
Основной составностью ЭД1 является десятивагонная композиция, в которой вагоны с туалетами включены первым и последним в сцепе (то есть непосредственно за секциями электровозов). Допускалась поставка и эксплуатация поезда с уменьшенным количеством вагонов, то есть общую композицию можно описать выражением Э+1...10×Пп+Э. Все поезда ЭД1 выпущены в основной составности.

### Технические характеристики
Основные параметры электропоезда ЭД1 основной составности:
- Размеры вагона:
  - длина (по осям автосцепок) — 22 050 мм;
  - ширина (по гофрам) — 3522 мм;
  - ширина проёма входной двери — 1250 мм;
  - высота оси автосцепки от уровня головок рельсов — 3522 мм
- Масса тары вагона — не более 39 т
- Вместимость:
  - максимальная населённость — 3220 чел.;
  - число сидячих мест — 1148
- Тяговые характеристики:
  - общая часовая мощность ТЭД — не менее 6520 кВт;
  - конструкционная скорость — 110 км/ч
- Номинальное напряжение цепей:
  - управления и электропневматического тормоза — =50 В;
  - вспомогательных:
    - освещения — ~220 В;
    - вентиляции — ~360 В;
    - отопления — ~630 В

### Сходные модели

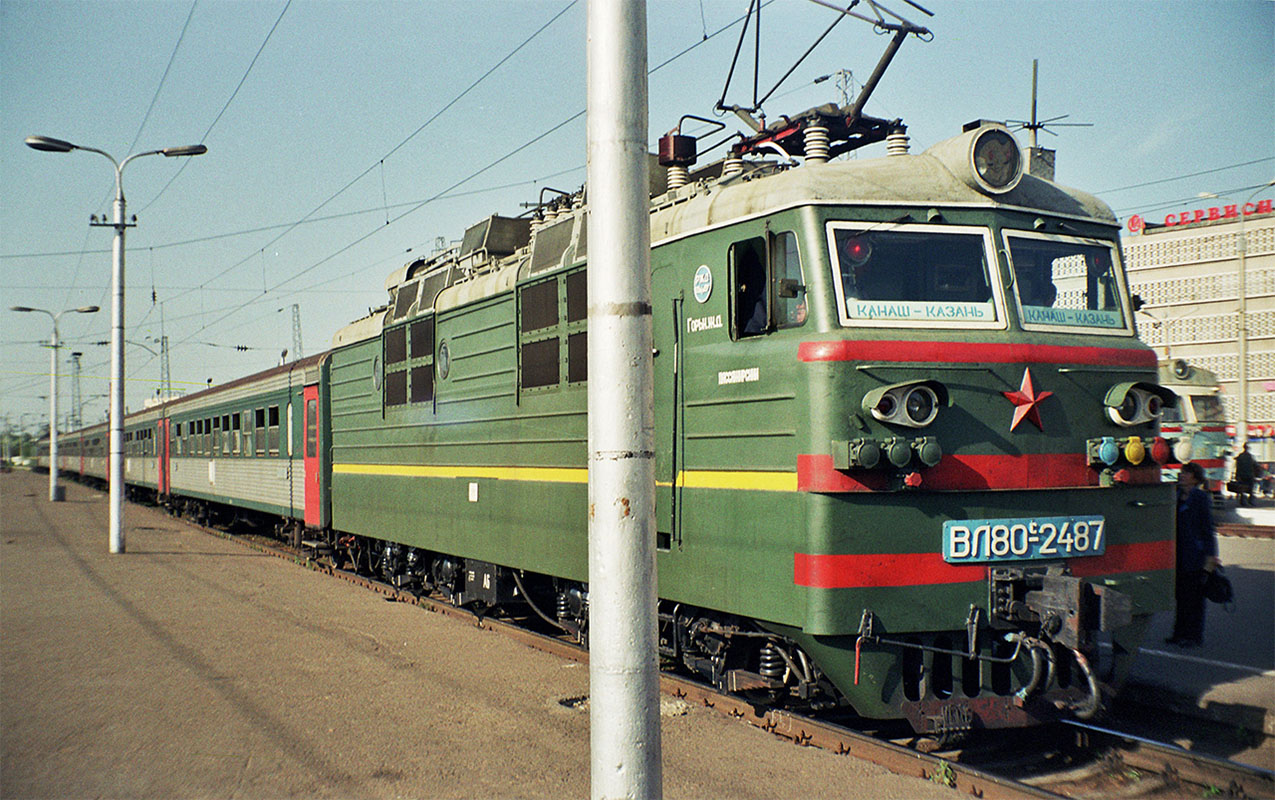
Поезд из секций электровоза ВЛ80^{С}−2487 с пассажирскими вагонами АПЧ2. Лето 2000 г.

Почти одновременно с созданием поезда ЭД1 с электровозными секциями переменного тока велось проектирование составов аналогичной компоновки с электровозами для других систем питания. В итоге были созданы ещё две серии составов с аналогичными прицепными вагонами Демиховского завода, унифицированные с вагонами моторвагонных электропоездов — одна для линий постоянного тока, другая — универсальная (двухсистемного питания). Помимо создания аналогичных вагонов, был также сформирован поезд из электровоза ВЛ80С и прицепных вагонов АПЧ2 чешского производства, изначально предназначенных для совместной эксплуатации с автомотрисами АЧ2.

#### «Урал» (ВЛ10+ЭД2)
Как уже было сказано выше, ещё до создания ЭД1 по аналогичной схеме были сформированы поезда «Урал», включающие доработанные секции электровозов ВЛ10 и старые вагоны электропоездов. Всего сформировано два таких состава («Урал-1» и «Урал-2»).
Позже было решено обновить поезда «Урал», с привлечением того же ДМЗ. Для этого, как и в ЭД1, решили использовать вагоны 62-322. В итоге в 2000 году ДМЗ построил серию из десяти таких вагонов, на этот раз обозначенных ЭД2 и получивших номера от 0001 до 0010 (в отличие от ЭД1, обозначение ЭД2 относится именно к вагонам, а не к поезду «Урал» — по аналогии с вагонами ЭД9Т-30XXП). Планировалось включить эти вагоны по пять штук в каждый состав; точных данных по формированию этих составов нет.

#### ЭД4ДК
После создания состава ЭД1, в 2001 году на ДМЗ была предпринята попытка создать подобный поезд двухсистемного питания. Компоновать поезд было решено по схеме Э+10Пп+Э. Для этого были взяты секции локомотивов ВЛ10-315 и ВЛ80Т-1138, а также десять прицепных промежуточных вагонов, на этот раз от поезда повышенной комфортности ЭД4МК. Состав получил обозначение ЭД4ДК (буква «Д» указывает на двухсистемное питание, «К» — на повышенную комфортность) и номер 001.
Испытания ЭД4ДК показали отрицательный результат из-за несовместимости электрических схем электровозов; состав был расформирован.

## Эксплуатация
Четыре поезда ЭД1 поступили в депо Хабаровск-2 Дальневосточной железной дороги. Эксплуатировались с 2000 по 2009 год на участке Облучье — Биробиджан — Хабаровск — Вяземский — Бикин.

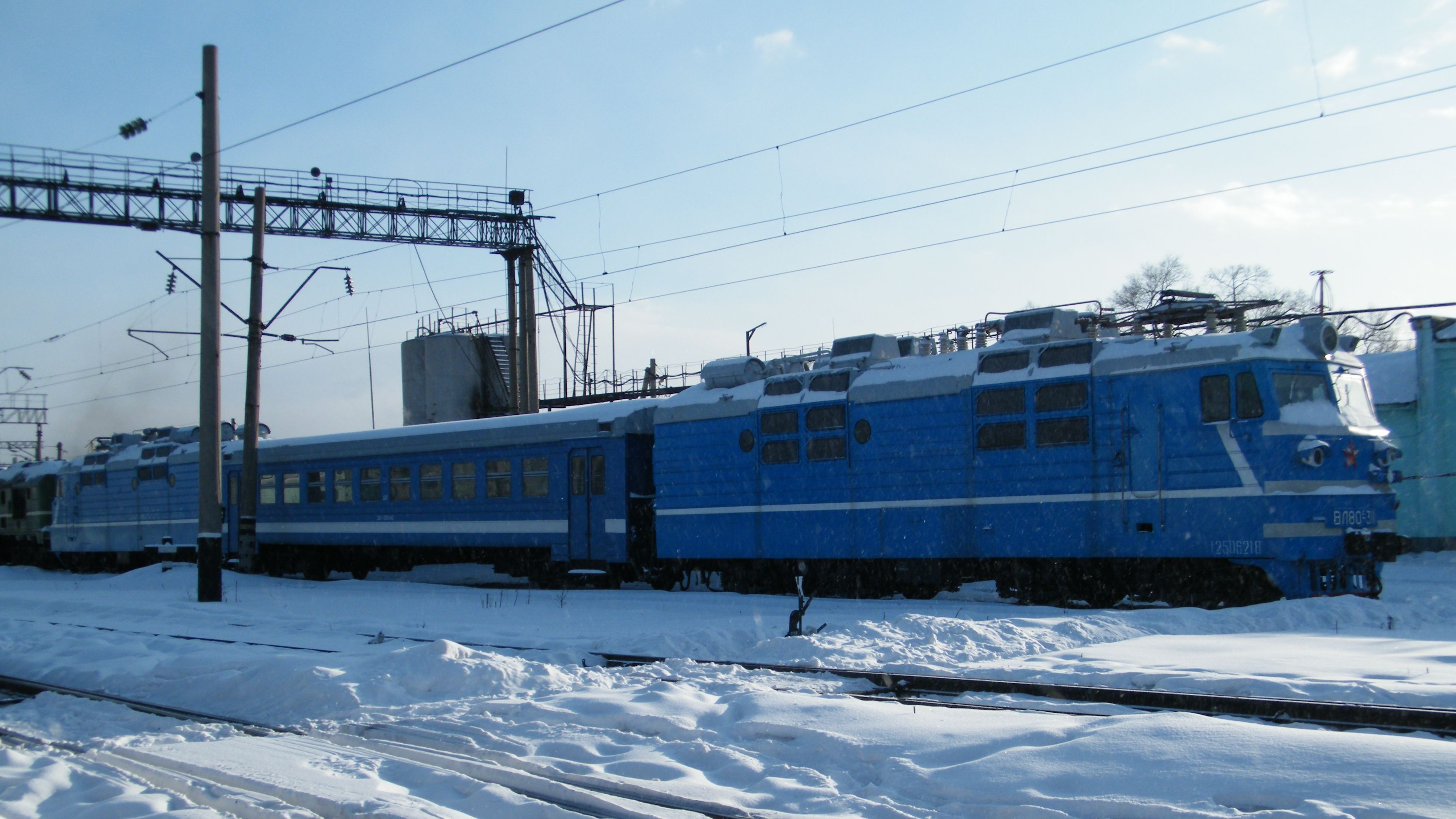
Остатки поезда ЭД1-004 с ВЛ80^{С}−311 в депо Уссурийск. Январь 2013 г.

В 2009 году все четыре поезда ЭД1 были расформированы. Электровозы вернули в грузовое движение, а прицепные вагоны (40 штук) отправили на базы запаса.
Три поезда с вагонами ЭД9Т-30XXП первоначально поступили в депо Горький-Московский Горьковской железной дороги (Нижний Новгород). Первый состав 3001П—3010П вскоре после этого был передан в эксплуатацию в депо Казань, где был сцеплен с электровозом и получил именное название «55 лет Победы», просуществовавшее короткое время, а в сентябре 2003 года вернулся в депо Горький-Московский. Третий состав остался в депо Горький-Московский и получил именное название «Нижегородец». Второй поезд был передан в депо Киров, где вместо секций ВЛ80С эксплуатировался с электровозом ЧС4Т и с тепловозом 2ТЭ10В как обычный поезд. Все три поезда эксплуатировались на пригородных маршрутах Горьковской железной дороги.
К началу 2010-х годов эти поезда также были расформированы. Электровозы возвращены в грузовое движение. Бо́льшая часть вагонов была отставлена от работы и передана на базы запаса, а часть вагонов второго поезда стала использоваться в укороченных составах на пригородных маршрутах с тепловозными секциями 2М62У на маршруте Киров — Мураши только в летнее время года по причине невозможности работы систем отопления в сцепе с немодернизированным тепловозом.

### Комментарии
1. 1 2  В России согласно ГОСТ Р 55434-2013, электропоездом называется самоходный управляемый железнодорожный подвижной состав, состоящий из одной или нескольких моторвагонных секций, служащий для перевозки пассажиров и/или багажа и получающий питание от внешнего источника электроэнергии через контактную сеть[4]. По международной технической спецификации, принятой в странах Евросоюза, электропоездами и дизель-поездами называют самоходные поезда с электрическим или тепловым источником энергии и фиксированной конфигурацией, не разделяемой вне условий депо, в которых все единицы в составе поезда могут перевозить полезную нагрузку (пассажиров, грузы или багаж)[5]. При этом под данное определение также относят поезда с тяговыми модулями и унифицированными с поездом специализированными односторонними локомотивами (тяговыми головами), не имеющими мест для перевозки полезной нагрузки, но не предназначенными для самостоятельной эксплуатации вне состава поезда с вагонами другого типа и не разделяемыми вне условий депо как отдельный локомотив, что позволяет их классифицировать как моторные вагоны. В то же время поезда категории «тяни-толкай» с обычными локомотивами не классифицируются как электро или дизель-поезда[6][7].